# Богачевський Ігор Данилович
Ігор-Орест Данилович Богачевський (7 вересня 1928, Сокаль, Львівщина — 3 лютого 2010, Лос-Аламос, США) — американський конструктор українського походження. Професор Нью-Йоркського університету, автор понад 100 наукових праць з астронавтики і ядерної фізики. Здійснював математичне моделювання ядерних ракетних двигунів і розвитку телефонних мереж.
Автор формули (відома як «формула Богачевського»), яка дозволила конструкторам розрахувати повернення космічного корабля на орбітальну станцію з поверхні іншої планети. Завдяки цьому було розраховано політ на Місяць, також наступне повернення на Землю американського космічного корабля «Аполлон-11».

## Короткий життєпис
Народився 7 вересня 1928 в місті Сокаль, тоді у складі Польщі (тепер Львівська область) в родині адвоката Данила Богачевського — автора книги про історію Рави-Руської, та громадської діячки Ростислави Богачевської з роду Нечаїв. Молодша сестра — історик Марта Богачевська-Хом'як.
1935-1939 родина проживала в Раві-Руській, де Ігор навчався в народній школі з польською мовою викладання. З 1939 — у Томашеві. 1941–1944 навчання в українській гімназії в Сокалі.
1944, з наближенням радянських військ, Богачевські переїжджають до Німеччини, де 1948 в місті Ульм Ігор здав іспит на атестат зрілості. Цього ж року родина виїхала до США.
1951–1953 перебував в американській армії в Кореї.
1953–1956 вивчав технічні науки. 1956–1960 — математику.
З 1961 займався науковою працею, пов'язаною з аеронавтикою та термоядерною енергетикою. 1960–1963 — асоційований дослідник, асистент-професор Департаменту аеронавтики та астронавтики Нью-Йоркського університету. 1963–1966 — інженер-дослідник Корнельської лабораторії в Баффало, 1966–1968 — провідний науковий дослідник дослідної лабораторії в Евереті, 1968–1975 — член Правління телефонних лабораторій Бел в Маррей Гілл, 1975–1987 — член технічної групи Національної лабораторії в Лос-Аламосі, з 1987 — член технічної групи Відділу ракет Роквельського міжнародного центру.
Нагороджений зокрема, преміями імені Шевелла (1975), Сааті (1980) і Брагіна, відзнакою НАСА за розробки для проекту «Аполлон», нагородою телефонної компанії АТТ та інші відзнаки.
Відійшов у вічність 3 лютого 2010 року у Лос-Аламосі, США. Похований на знаменитому українському цвинтарі-пантеоні в містечку Саут-Баунд-Брук, штат Нью-Джерсі.